# Berufskrankheit
Eine Berufskrankheit (früher auch Gewerbekrankheit) ist eine Gesundheitsschädigung, die durch berufliche Arbeit bedingt ist und zudem formal als Berufskrankheit anerkannt wurde. Typische Berufskrankheiten sind Lärmschwerhörigkeit, Hautkrankheiten, Erkrankungen des Stütz- und Bewegungsapparats sowie Erkrankungen durch anorganische Stäube (Asbestose und Silikose). Psychische Erschöpfungszustände, wie das Burnout-Syndrom, psychische Erkrankungen und auch die berufsspezifisch nur im Bereich Maritime Medizin weltweit bei Seeleuten zu beobachtende Seafarer Fatigue zählen bislang nicht zu den Berufskrankheiten und müssten von daher für die gesetzlich versicherte Person „bei berufsbedingt hinreichend hohem Erkrankungsrisiko“ zusammen mit einem Fachanwalt für Sozialrecht anhand der von Hausarzt und Facharzt dokumentieren einzelnen Diagnosen im Rahmen der Sozialgerichtsbarkeit schlussendlich vom Bundessozialgericht auf die Möglichkeit einer „Wie-Berufskrankheit“ mit Entschädigung im konkreten Einzelfall gerichtlich gründlich überprüft werden.

## Allgemeines

Verteilung der anerkannten Berufskrankheiten auf einzelne Krankheitsbilder und -ursachen, Österreich 2005

Beruflich bedingte Erkrankungen sind seit dem Altertum bekannt. Seeleute litten unter der Vitaminmangelkrankheit Skorbut, Arbeiter im Bergbau starben an der Staublungenkrankheit (z. B. der Silikose). Bereits Paracelsus hatte im 16. Jahrhundert zur Kenntnis der Gewerbekrankheiten beigetragen. Die erste Monographie über Gewerbekrankheiten verfasste jedoch der italienische Arzt Bernardino Ramazzini 1700.
Häufig war allerdings der Zusammenhang zwischen Arbeit und Krankheit nicht offensichtlich. Viele Berufskrankheiten entstehen allmählich in lang andauernden, chronischen Prozessen und beruhen auf vielfältigen, teilweise unbekannten Ursachen. Neben beruflichen Einwirkungen spielen auch die individuelle Lebensführung, die persönliche Konstitution und Disposition und das Zusammenwirken von beruflichen und nichtberuflichen Faktoren eine Rolle. Bei mehreren konkurrierenden Ursachen kommt es entscheidend darauf an, welche Ursache aus juristischer Sicht wesentlich zur Erkrankung beigetragen hat (so genannte Theorie von der wesentlichen Bedingung). Grund hierfür ist die Ausgestaltung der gesetzlichen Unfallversicherung als sog. kausales Sicherungssystem, bei dem – im Gegensatz zu den „finalen“ Sicherungssystemen – nur solche Gesundheitsschäden entschädigt werden sollen, die auf eine bestimmte Ursache – hier: eine Berufskrankheit – zurückgehen. Die Unterscheidung von Arbeitsunfall und Berufskrankheit ergab sich in der frühen Sozialrechtsprechung aus Entscheidungen des Reichsversicherungsamts, das bereits im Jahr 1887 entschied, dass nur zeitlich abgrenzbare Vorfälle als entschädigungsfähig im Sinn des Unfallversicherungsgesetzes von 1884 anzusehen seien, nicht dagegen die allmählich entstehenden Berufskrankheiten.
Bei einigen Krankheiten liegen zwischen schädigenden Einwirkungen und dem Krankheitsausbruch Latenzzeiten von Jahrzehnten. So beträgt die mittlere Latenzzeit bei asbestbedingten Erkrankungen 38 Jahre. Menschen, die in den 1950er Jahren mit Asbest gearbeitet haben, erkrankten in den 1990er Jahren. Nach einer derart langen Zeit ist es meist schwierig, den Zusammenhang zwischen der beruflichen Tätigkeit und der Erkrankung nachzuweisen. Zwar ermittelt der Unfallversicherungsträger ebenso wie das Sozialgericht den Sachverhalt von Amts wegen (§ 20 SGB X, § 103 SGG). Dabei muss aber der Betroffene mitwirken, so dass man sagen kann, die Beweislast liege zumindest faktisch beim Erkrankten. Je nach Rechtsordnung werden ihm jedoch Beweiserleichterungen eingeräumt oder bestimmte Kausalzusammenhänge von Rechts wegen vermutet (§ 9 Abs. 3 SGB VII). Gerade bei Erkrankungen, die mehrere (mögliche) Ursachen haben, können die Betroffenen aber leicht in Beweisnot geraten.
Das Bundessozialgericht hat 2023 festgestellt, dass eine PTBS bei Rettungssanitätern als Wie-Berufskrankheit anzusehen ist. Diese Entscheidung dürfte gerade auch für weitere Berufsbilder im Gesundheitswesen, der sozialen Arbeit und der rechtlichen Betreuung wegweisend sein.
Die medizinisch-naturwissenschaftliche Komplexität dieser beruflich bedingten Erkrankungen ist die Hauptursache dafür, dass viele dieser Erkrankungen lange Zeit im Schatten der Arbeitsunfälle standen. Erst im 20. Jahrhundert setzte sich allgemein die Erkenntnis durch, dass beruflich bedingte Krankheiten keine persönliche Schicksalsschläge sind, sondern ebenso wie die Arbeitsunfälle Ergebnis einer besonderen, von der Arbeit ausgehenden Gefährdung. Die beruflich bedingten Erkrankungen stellen heute ein Forschungsgebiet der Arbeitsmedizin dar.
Berufskrankheit ist ein Rechtsbegriff, und von Ausnahmen abgesehen, kein medizinischer Terminus. Eine Erkrankung, die nach medizinisch-naturwissenschaftlichen Erkenntnissen beruflich bedingt ist, ist nicht zwangsläufig zugleich eine Berufskrankheit. Vielmehr muss das Krankheitsbild auch von der jeweiligen Rechtsordnung als Berufskrankheit anerkannt sein. Die Unterscheidung ist bedeutsam, da anerkannte Berufskrankheiten in Deutschland, Österreich, der Schweiz und anderen Staaten durch die Sozialversicherung finanziell entschädigt werden. In den deutschsprachigen Ländern ist die Berufskrankheit einer der Versicherungsfälle in der gesetzlichen Unfallversicherung.
In Deutschland, Österreich und der Schweiz gilt das so genannte Listenprinzip: Anerkannte Berufskrankheiten sind in einer amtlichen Liste aufgezählt, in Deutschland der Berufskrankheiten-Verordnung (BKV). Nicht in der Liste geführte Krankheiten gelten – von Ausnahmen abgesehen – nicht als Berufskrankheit. Die meisten EU-Mitgliedstaaten arbeiten vergleichbar. Das Bundesverfassungsgericht befand es als verfassungsmäßig, dass dieses Enumerationsprinzip Lücken im Schutz vor Berufskrankheiten bestehen lässt.
Arbeitgeber sind im Rahmen ihrer Fürsorgepflicht und durch Unfallverhütungsvorschriften verpflichtet, eine Gefährdungsbeurteilung nach der Betriebssicherheitsverordnung vorzunehmen.

## Systematik
Eine Krankheit gilt juristisch als Berufskrankheit, wenn sie ihre Ursachen in der beruflichen Tätigkeit des Erkrankten hat. Daher systematisiert man Berufskrankheiten meist nicht nach Auswirkungen, sondern nach Ursachen. Unterschieden werden
- durch chemische Einwirkungen verursachte Krankheiten, zum Beispiel Hauterkrankungen und Erkrankungen durch Metalle und Halbmetalle, Lösungsmittel und Pestizide.
- durch physikalische Einwirkungen verursachte Krankheiten, beispielsweise Wirbelsäulenerkrankungen durch Heben oder Tragen schwerer Lasten, Lärmschwerhörigkeit, Erkrankungen durch Vibrationen, Druckluft oder durch Strahlung (Schneeberger Krankheit)
- durch Infektionserreger oder Parasiten verursachte Krankheiten
- Tropenkrankheiten, beispielsweise Malaria
- Erkrankungen durch anorganische Stäube, dazu gehören durch Asbestfasern verursachte Krankheiten und die Silikose
- Erkrankungen durch organische Stäube

## Europa
Seit 1990 existiert eine Europäische Liste der Berufskrankheiten, die zuletzt 2003 aktualisiert wurde. Die Liste wurde von der Europäischen Kommission erstellt und richtet sich als Empfehlung an die Mitgliedstaaten der Europäischen Gemeinschaft. Sie gliedert sich in zwei Teile. Teil I zählt die Krankheiten auf, die nach den Empfehlungen der EG-Kommission in den Nationalstaaten als Berufskrankheiten anerkannt werden sollen. Dazu gehören unter anderem die Silikose, die Asbestose, Hautkrankheiten durch bestimmte Stoffe, Lärmschwerhörigkeit und das Karpaltunnelsyndrom. In Teil II sind Erkrankungen aufgeführt, bei denen eine berufliche Verursachung vermutet wird und die deshalb möglicherweise zu einem späteren Zeitpunkt in Teil I aufgenommen werden sollen. Genannt werden unter anderem Krankheiten durch Ozon, Erkrankungen durch Hormonstoffe, Tropenkrankheiten sowie Bandscheibenschäden der Lendenwirbelsäule durch wiederholte vertikal wirkende Ganzkörper-Schwingbelastung.
Eine Untersuchung des Statistischen Amts der Europäischen Gemeinschaften (Eurostat) ergab, dass innerhalb der EG-Mitgliedstaaten Sehnenscheidenentzündungen der Hand und des Handgelenks sowie die Epicondylitis („Tennisarm“) zahlenmäßig zu den häufigsten Berufskrankheiten gehören. Ebenfalls von großer Bedeutung sind Hauterkrankungen und Lärmschwerhörigkeit.
Neben diesen häufigen, jedoch weniger schwer verlaufenden Berufskrankheiten verzeichnet Eurostat mehr als 2.500 Todesfälle durch chronisch obstruktive Lungenerkrankungen und Lungenemphyseme bei Bergleuten sowie mehr als 2400 Todesfälle im Zusammenhang mit Asbest.
Der Prävention von Berufskrankheiten dient die seit 1989 gültige, zuletzt im Jahr 2003 geänderte Europäische Arbeitsschutz-Richtlinie, die Maßnahmen zur Verbesserung der Sicherheit und des Gesundheitsschutzes der Arbeitnehmer bei der Arbeit regelt. Sie bildet die Basis für die nationale Arbeitsschutzgesetzgebung der EU-Mitgliedstaaten.

## Deutschland

### Berufskrankheit als Versicherungsfall
In Deutschland sind Berufskrankheiten Krankheiten, die die Bundesregierung in der Berufskrankheiten-Verordnung mit Zustimmung des Bundesrates als Berufskrankheiten bezeichnet und die Versicherte infolge einer den Versicherungsschutz der gesetzlichen Unfallversicherung begründenden Tätigkeit erleiden.
In die Verordnung werden nur Krankheiten aufgenommen, die nach den Erkenntnissen der medizinischen Wissenschaft durch besondere Einwirkungen entstehen, denen bestimmte Personengruppen durch ihre versicherte Tätigkeit in erheblich höherem Grade als die übrige Bevölkerung ausgesetzt sind. Diese Beschränkung grenzt Berufskrankheiten von Volkskrankheiten ab, welche jeden unabhängig von der jeweiligen Tätigkeit treffen können. Das Bundesministerium für Arbeit und Soziales gibt Merkblätter für die ärztliche Untersuchung bei Berufskrankheiten heraus, die Gefahrenquellen, Krankheitsbilder und Diagnosen beschreiben.

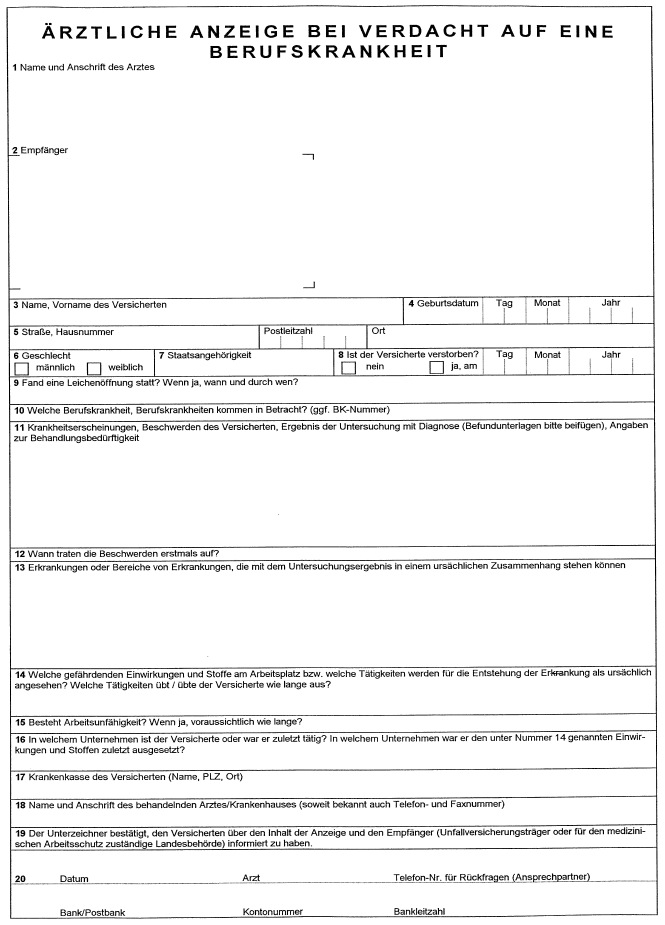
Formular zur Anzeige einer Berufskrankheit.

In Deutschland sind Ärzte und Arbeitgeber gesetzlich verpflichtet, mögliche Berufskrankheiten der Berufsgenossenschaft oder Unfallkasse zu melden.
Dazu dienen standardisierte Formulare. Betroffene können sich auch direkt an die Unfallversicherungsträger wenden, wenn sie meinen, an einer Berufskrankheit zu leiden.

### Anerkennung als Berufskrankheit
Die Entscheidung über die Anerkennung einer Berufserkrankung ist Aufgabe der gesetzlichen Unfallversicherung (Berufsgenossenschaften, Gemeindeunfallversicherungsverbände, Ausführungsbehörden des Bundes und der Länder u. a.). Anerkannte Berufskrankheiten sind Versicherungsfälle im Sinne des Unfallversicherungsrechts (§ 7 Abs. 1 SGB VII). Sie werden also grundsätzlich ebenso wie Arbeitsunfälle entschädigt. Rechtsgrundlagen sind das Siebte Buch Sozialgesetzbuch (SGB VII) und die Berufskrankheiten-Verordnung (BKV) vom 31. Oktober 1997.
Im Zuge der COVID-19-Pandemie wurde in etwa 5700 Fällen von COVID-19-Infektionen im Gesundheitswesen als Berufskrankheit anerkannt. (Stand: Juli 2020)
Einige Krankheiten gelten rechtlich nur als Berufskrankheit, wenn sie durch Tätigkeiten in bestimmten Gefährdungsbereichen entstanden. Dazu gehören Infektionskrankheiten. Diese werden grundsätzlich nur als Berufskrankheiten anerkannt, wenn erkrankte Versicherte im Gesundheitsdienst, in der Wohlfahrtspflege oder in einem Labor arbeiteten.
Bis zum 31. Dezember 2020 mussten Betroffene für die Anerkennung bestimmter Berufskrankheiten (schwere oder wiederholt rückfällige Hautkrankheiten, obstruktive Atemwegserkrankungen. vibrationsbedingte Durchblutungsstörungen an den Händen und Erkrankungen der Sehnenscheiden sowie bandscheibenbedingte Erkrankungen der Hals- oder Lendenwirbelsäule) alle Tätigkeiten unterlassen, die für die Entstehung, die Verschlimmerung oder das Wiederaufleben der Krankheit ursächlich waren oder sein können. Dies nannte man „Unterlassungszwang“.
Das siebte Gesetz zur Änderung des Vierten Buches Sozialgesetzbuch sieht nun den Wegfall des Unterlassungszwangs als Kriterium für die Anerkennung von Berufskrankheiten vor. Ab 2021 können diese Erkrankungen auch als Berufskrankheit anerkannt werden, wenn Betroffene ihre Tätigkeit nicht aufgaben. Die Unfallversicherungsträger haben Betroffenen, die weiter unter gefährdenden Bedingungen arbeiten, individualpräventive Maßnahmen anzubieten.

### „Wie-Berufskrankheiten“
Nach deutschem Recht kann eine nicht in der Berufskrankheiten-Verordnung genannte Krankheit oder bei der die in der Verordnung genannten Voraussetzungen nicht vorliegen, vom Unfallversicherungsträger „wie eine Berufskrankheit“ anerkannt werden. Dies setzt voraus, dass die Krankheit nach neuen Erkenntnissen der medizinischen Wissenschaft durch besondere Einwirkungen entsteht, denen bestimmte Personengruppen durch ihre versicherte Tätigkeit in erheblich höherem Grade als die übrige Bevölkerung ausgesetzt sind (§ 9 Abs. 2 SGB VII). Eine Krankheit, die wie eine Berufskrankheit anerkannt wird, obwohl sie formalrechtlich keine ist, wird als Wie-Berufskrankheit oder Quasi-Berufskrankheit bezeichnet.
Die Regelung zu Wie-Berufskrankheiten soll Nachteilen des sonst geltenden Listenprinzips entgegenwirken. Damit sollen Krankheiten wie Berufskrankheiten entschädigt werden, die nur deshalb nicht als Berufskrankheit gelten, weil die Erkenntnisse der medizinischen Wissenschaft über die besondere Gefährdung bestimmter Personengruppen in ihrer Arbeit bei der letzten Fassung der Liste noch nicht vorlagen oder trotz Nachprüfung noch nicht ausreichten. Die Entscheidung, ob eine Erkrankung im Einzelfall einer Berufskrankheit gleichzustellen ist, trifft der jeweils zuständige Unfallversicherungsträger. Sie ist gerichtlich voll nachprüfbar.
Das Verbrauchermagazin Finanztest informierte 2024 unter Hinweis auf die Berufskrankheiten-Verordnung und den Netzauftritt der BAuA darüber, dass aktuell 82 Erkrankungen auf der Liste mit allen Berufskrankheiten gelistet sind und dass Psychische Erkrankungen dort nicht erfasst sind, jedoch in seltenen Fällen auch anerkannt werden, weil sie berufsbedingt als „Wie-Berufskrankheit“ infrage kommen können – wozu die Posttraumatische Belastungsstörung (PTBS) zählt. Beispielhaft für eine solche „Wie-Berufskrankheit“ dokumentierte „Finanztest“ den vom Bundessozialgericht überprüften Fall von einem Sanitäter mit beruflicher Extrembelastung, der ein Trauma erlitt durch mehrfach miterlebten Amoklauf und Suizid und daher an einer Posttraumatischen Belastungsstörung erkrankte, so dass das BSG die psychische Erkrankung des Sanitäters als eine gerichtlich nachprüfbare „Wie-Berufskrankheit“ anerkannte.

### Statistik
Im Jahr 2020 wurden in Deutschland 106.491 potenzielle Berufskrankheitenfälle angezeigt.
In 37.181 dieser Fälle wurde das Vorliegen einer Berufskrankheit anerkannt und in 5.056 Fällen eine Rente gewährt. Die Zahlen im Jahr 2020 stehen unter dem maßgeblichen Einfluss der COVID-19-Pandemie. Hier werden die Auswirkungen dieser Sondersituation deutlich erkennbar. Den deutlichen Rückgängen im Unfallgeschehen stehen im Bereich der Berufskrankheiten starke Fallzahlanstiege gegenüber.
In weiteren 15.775 Fällen wurde zwar die berufliche Verursachung der Erkrankung festgestellt, die besonderen versicherungsrechtlichen Voraussetzungen für die Anerkennung als Berufskrankheit im juristischen Sinne waren jedoch nicht erfüllt. Hierbei kann es sich z. B. bei Hauterkrankungen um die Aufgabe der gefährdenden Tätigkeit handeln (Wegfall des Unterlassungszwangs ab 2021). Dennoch werden in diesen Fällen ggf. im Rahmen von § 3 BKV Leistungen zur Individualprävention bzw. zur medizinischen Rehabilitation erbracht. In 52.956 Fällen der im Jahr 2020 abgeschlossenen Feststellungsverfahren wurde die berufliche Verursachung der Erkrankung bestätigt. In den übrigen 48.250 Fällen hat sich der Verdacht auf das Vorliegen einer Berufskrankheit nicht bestätigt, weil entweder keine entsprechende Gefährdung am Arbeitsplatz nachgewiesen oder kein Zusammenhang zwischen einer solchen Schädigung und der Erkrankung festgestellt werden konnte.
Im Jahr 2023 gingen laut Verbrauchermagazin Finanztest 145.359 Verdachtsmeldungen auf eine Berufskrankheit bei den Berufsgenossenschaften und Unfallkassen ein. Im selben Jahr wurden 72.630 Anträge auf Anerkennung einer Berufskrankheit „positiv beschieden“ (also anerkannt), wovon Infektionserkrankungen inkl. Covid-19 mit 74,6 % (54.199 Fälle), Schwerhörigkeit durch Lärm mit 10,5 % (7.609 Fälle), Weisser Hautkrebs durch UV-Licht mit 4,8 % (3.517 Fälle) und Asbestose / Staublunge  mit 1,3 % (954 Fälle) die vier häufigsten anerkannten Gruppen von Berufskrankheiten waren. Ebenfalls 2023 gab es 4.800 neue Verletztenrenten wegen Erwerbsminderung durch Berufskrankheiten, wobei „Verletztenleistungen“ wie Hinterbliebenenleistungen steuerfrei seien.

### Prävention
Im § 1 SGB VII nennt der Gesetzgeber bei den Aufgaben der Unfallversicherung an erster Stelle die Prävention, d. h. die Verhütung von Arbeitsunfällen und Berufskrankheiten sowie arbeitsbedingten Gesundheitsgefahren mit allen geeigneten Mitteln. Maßnahmen der Arbeitsgestaltung müssen bereits im Hinblick auf arbeitsbedingte Gesundheitsgefahren getroffen werden – nicht erst, wenn eine Berufskrankheit droht.
Das Arbeitsschutzgesetz verpflichtet jeden Arbeitgeber, Maßnahmen zur Verhütung von Unfällen bei der Arbeit und arbeitsbedingten Gesundheitsgefahren einschließlich der menschengerechten Gestaltung der Arbeit zu treffen.

## Österreich

Entwicklung des Berufskrankheitengeschehens in Österreich 1975–2005.

Die Rechtslage in der Republik Österreich weist Parallelen zum deutschen Recht auf: Als Berufskrankheiten gelten die in einer Anlage zum Allgemeinen Sozialversicherungsgesetz (ASVG) vom 9. September 1955 bezeichneten Krankheiten.  Sie müssen durch Ausübung der die „Versicherung begründenden Beschäftigung“ in einem in der Anlage bezeichneten Unternehmen verursacht sein (§ 177 Abs. 1 Satz 1 ASVG). Hautkrankheiten gelten nur dann als Berufskrankheit, wenn und solange sie zur Aufgabe schädigender Tätigkeiten zwingen (§ 177 Abs. 1 Satz 2 ASVG).
Die aktuelle Liste der Berufskrankheiten umfasst aktuell 73 Positionen, wobei aufgrund der 2024 erfolgten Neugliederung einige Erkrankungen mehrfach erfasst sind. Tatsächlich umfasst sie 56 unterschiedliche Erkrankungen. Im Februar 2024 wurden vier neue Erkrankungen aufgenommen (Hypothenar-/Thenar-Hammersyndrom, Fokale Dystonien bei Instrumentalmusikerinnen und -musikern, Ovarialkarzinom nach Asbest-Exposition, Plattenepithelkarzinom, aktinische Keratosen der Haut durch UV-Exposition) und eine Erkrankung (Erkrankungen der tieferen Luftwege und der Lunge durch Thomasschlackenmehl) aufgrund fehlender Relevanz gestrichen. Dies war die erste Erweiterung seit über 10 Jahren. Beispiele für Berufskrankheiten sind Erkrankungen infolge von Zeckenbissen bei Waldarbeitern oder Grauer Star bei der Herstellung und Verarbeitung von Glas, Eisenhütten, Metallschmelzereien.
Wie in Deutschland können in Österreich nicht in der Liste enthaltene Krankheiten als Quasi-Berufskrankheit anerkannt werden. Belegen gesicherte wissenschaftliche Erkenntnisse, dass eine Krankheit nur oder überwiegend durch die Verwendung schädigender Stoffe oder Strahlen bei einer vom Erkrankten ausgeübten Beschäftigung entstand, gilt sie als Berufskrankheit. Die Entscheidung trifft der zuständige Unfallversicherungsträger mit Zustimmung des Bundesministers für Arbeit, Gesundheit und Soziales (§ 177 Abs. 2 ASVG).
Die Allgemeine Unfallversicherungsanstalt erkannte im Jahr 2023 2815 Erkrankungen als Berufskrankheiten an, die größte Krankheitsgruppe waren dabei Infektionserkrankungen mit 1.805 anerkannten Fällen und durch Lärm verursachte Schwerhörigkeit mit 645 anerkannten Fällen.
Das österreichische Arbeitnehmerschutzgesetz (AschG) sieht eine Gefahrenevaluation mit dem Ziel der Prävention von Berufskrankheiten vor. Berufskrankheiten entstehen auf Grund von gesundheitsschädigenden Arbeitsbedingungen und Arbeitsstoffen im Betrieb. Wenn diese und die gefährdeten Dienstnehmer erfasst und periodisch kontrolliert werden, können die Verantwortlichen das Risiko von gefährlichen Krankheiten abschätzen und dagegen vorbeugen. Dazu gehören die Untersuchung der Arbeitsbedingungen, die Untersuchung der gefährdeten Arbeitnehmer sowie organisatorische, technische und persönliche Schutzmaßnahmen im Betrieb.

## Schweiz
In der Schweiz gelten solche Erkrankungen als Berufskrankheit, die bei der beruflichen Tätigkeit ausschließlich oder vorwiegend durch schädigende Stoffe oder bestimmte Arbeiten verursacht worden sind. Die schädigenden Stoffe und Arbeiten sowie die arbeitsbedingten Erkrankungen sind in einer Liste erfasst. Die Liste wird der Schweizer Regierung, dem Bundesrat, erstellt und als Anhang zur Verordnung über die Unfallversicherung geführt.
Neben den Listenkrankheiten gelten auch nicht in die Liste aufgenommene Erkrankungen als Berufskrankheiten, von denen nachgewiesen wird, dass sie nur oder stark überwiegend durch die berufliche Tätigkeit bedingt sind. Zu diesen Nicht-Listenkrankheiten gehören insbesondere Erkrankungen des Bewegungsapparates, von denen im Jahr 2004 insgesamt 206 Fälle als Berufskrankheiten anerkannt wurden.
An die Annahme einer Berufskrankheit werden verhältnismäßig strenge Anforderungen gestellt: Der Erkrankte muss für gewisse Dauer einem typischen Berufsrisiko ausgesetzt gewesen sein. Eine einmalige gesundheitliche Schädigung, die während jener Berufsausübung eintritt, genügt nicht. Bei den Listenkrankheiten muss der berufsbedingte Anteil an der Schädigung mindestens 50 Prozent betragen. Bei Nicht-Listenkrankheiten muss die Erkrankung mindestens zu 75 Prozent durch die berufliche Tätigkeit bedingt sein.
Anerkannte Berufskrankheiten sind Berufsunfällen rechtlich gleichgestellt. Einzelheiten sind im Bundesgesetz über die Unfallversicherung (UVG) vom 20. März 1981 geregelt.
Die Statistik der Unfallversicherung der Schweiz weist für das Jahr 2004 insgesamt 3597 neu anerkannte Berufskrankheitenfälle aus. Davon entfielen 1387 Fälle auf Erkrankungen durch schädigende Stoffe und 1279 Fälle auf Erkrankungen durch physikalische Einwirkungen. Zu den Berufskrankheitenfällen auf Grund physikalischer Einwirkung zählten allein 696 Fälle von „Erheblichen Schädigungen des Gehörs“ durch Arbeit im Lärm. 931 Fälle entfielen auf andere Erkrankungen, insbesondere auf Infektionskrankheiten. Die Kosten der Berufskrankheitenfälle beliefen sich 2004 auf etwa 95 Mio. Schweizer Franken; dies entsprach etwa 59 Mio. Euro.
Seit dem 1. Februar 2007 gilt die revidierte ASA-Richtlinie. Ziel ist, durch ein systematisches Vorgehen Unfälle und Berufskrankheiten zu verhindern und damit menschliches Leid, Ausfallstunden und Kosten zu vermeiden.

## Geschichte
Das Krampfaderleiden (Varikosis) wird seit der Antike als gehäuft bei bestimmten Berufen auftretend genannt. Abulkasim nannte diesbezüglich Ackerbauer und Eselstreiber, Avicenna auch Läufer, Wanderer, Lastträger und Menschen, die zur Rechten des Herrschers stehen müssen. In neuerer Zeit erkannte Paracelsus die Folgen der Quecksilbervergiftung als Gewerbekrankheit von Bergleuten. Das Berufskrankheitenwesen ist wie die Arbeitswelt selbst im ständigen Wandel begriffen. In den 1950er Jahren dominierte beispielsweise die Silikose als typische Erkrankung der Bergleute das Berufskrankheitengeschehen. Mit dem Niedergang des Bergbaus gingen klassische Berufskrankheiten der Bergleute zurück. Auch Erweiterungen der Berufskrankheitenliste, die bessere Vorbeugung, neue medizinische Erkenntnisse und Änderungen der Rechtsprechung nahmen Einfluss auf die Berufskrankheitenentwicklung. So stieg in den 1970er Jahren in Deutschland durch Rechtsänderungen die Zahl anerkannter Berufskrankheiten bei „Lärmschwerhörigkeit“ an. 1993 wurden bestimmte Wirbelsäulenerkrankungen in die deutsche Berufskrankheitenliste aufgenommen, was zu vielen Berufskrankheitenanzeigen durch Rückenbeschwerden führte. 1993 ging daher als das Jahr mit den meisten Anzeigen auf Verdacht einer Berufskrankheit in die bundesdeutsche Statistik ein. In den 1990er Jahren stiegen asbestbedingte Berufskrankheiten deutlich an – durch den sorglosen Umgang mit Asbest in den 1960er und 1970er Jahren. Angesichts derartiger Unwägbarkeiten sind Vorhersagen zur künftigen Berufskrankheitenentwicklung spekulativ.
2012 wurde in Frankreich die Parkinson-Krankheit als Berufskrankheit von Landwirten anerkannt, wenn sie mindestens zehn Jahre lang mit Pestiziden in Berührung gekommen sind.

### Deutschland
- Georg Adelmann: Über die Krankheiten der Künstler und Handwerker nach den Tabellen des Instituts für kranke Gesellen in Würzburg von den Jahren 1786 bis 1802, nebst einigen allgemeinen Bemerkungen. Stahel, Würzburg 1803.
- Conrad Heinrich Fuchs: Ueber den Einfluß der verschiedenen Gewerbe auf den Gesundheitszustand und die Mortalität der Künstler und Handwerker in den Blüthejahren nach den Tabellen des Instituts für kranke Gesellen zu Würzburg 1786–1834. Ein Beitrag zur medicinischen Statistik. In: Wissenschaftliche Annalen der gesammten Heilkunde. Band 32, 1825, S. 385–419 (= Neue wissenschaftliche Annalen. 2).
- Johannes Konietzko: Arbeitsbedingte Erkrankungen. Ätiologie, Diagnose, Therapie. Handbuch für die ärztliche Praxis. ecomed Verlags-Gesellschaft, Landsberg 2001, ISBN 3-609-20193-2.
- Alfred Schönberger, Gerhard Mehrtens, Helmut Valentin: Arbeitsunfall und Berufskrankheit. 7. Auflage. Erich Schmidt Verlag, Berlin 2003, ISBN 3-503-07011-7.
- Detlev Jung, Klaus-Dieter Thomas: Berufskrankheitenrecht. Verlag Gentner, 2002, ISBN 3-87247-606-8.
- Franz H. Müsch: Berufskrankheiten. 1. Auflage. Wissenschaftliche Verlagsgesellschaft, Stuttgart 2006, ISBN 3-8047-2187-7.
- Hauptverband der gewerblichen Berufsgenossenschaften (Hrsg.): Geschäfts- und Rechnungsergebnisse der gewerblichen Berufsgenossenschaften 2005. Sankt Augustin 2006, Geschäfts- und Rechnungsergebnisse 2005 (Memento vom 8. August 2007 im Internet Archive)
- Hauptverband der gewerblichen Berufsgenossenschaften (Hrsg.): BK DOK 2008. Dokumentation des Berufskrankheiten-Geschehens in Deutschland. (PDF; 6,3 MB) 2010, ISBN 978-3-88383-857-1.
- Bundesministerium für Arbeit  und Soziales (Hrsg.): Bericht der Bundesregierung über den Stand von Sicherheit und Gesundheit bei der Arbeit und über das Unfall- und Berufskrankheitengeschehen in der Bundesrepublik Deutschland im Jahre 2005. Berlin 2006, Sicherheit und Gesundheit bei der Arbeit 2005
- Ulf Steinberg, H.-J. Windberg: Heben und Tragen ohne Schaden. Hrsg.: BAuA. 6. unveränderte Auflage. Dortmund 2011, ISBN 978-3-88261-594-4 (baua.de [PDF; 577 kB; abgerufen am 26. Mai 2013] PDF; 577 kB).
- Ulf Steinberg, Gustav Caffier, Falk Liebers, Sylvia Behrendt: Ziehen und Schieben ohne Schaden. Hrsg.: BAuA. 4. unveränderte Auflage. Dortmund 2008, ISBN 978-3-88261-595-1 (baua.de [PDF; 638 kB; abgerufen am 26. Mai 2013] PDF; 638 kB).
- U. Steinberg, F. Liebers, A. Klußmann, Hj. Gebhardt, M. A. Rieger, S. Behrendt, U. Latza: Leitmerkmalmethode Manuelle Arbeitsprozesse 2011. Bericht über die Erprobung, Validierung und Revision. Hrsg.: BAuA. 1. Auflage. Dortmund / Berlin / Dresden 2012, ISBN 978-3-88261-722-1 (baua.de [PDF; 6,6 MB; abgerufen am 26. Mai 2013] PDF; 6,6 MB).

### Österreich
- Christian Wolf, Gustav Schneider, Gabriele Gerstl-Fladerer (Hrsg.): Berufskrankheiten, Handbuch für die rechtliche und medizinische Praxis. Verlag Jan Sramek, Wien 2012, ISBN 978-3-902638-68-7.
- Allgemeine Unfallversicherungsanstalt (Hrsg.): Jahresbericht 2005. Wien 2006. Jahresbericht 2005 (Memento vom 27. September 2007 im Internet Archive)

### Schweiz
- Suva (Hrsg.): Unfallstatistik UVG 1998–2002. Siebzehnte fünfjährige Beobachtungsperiode der Suva und dritte fünfjährige Beobachtungsperiode aller UVG-Versicherer. Luzern 2004. Unfallstatistik UVG 1998–2002 (Memento vom 18. Januar 2012 im Internet Archive) (PDF; 901 kB)
- Kommission für die Statistik der Unfallversicherung (Hrsg.): Unfallstatistik UVG 2006. Luzern 2006. ISSN 1424-5132. Unfallstatistik UVG 2006 (PDF; 225 kB)